# Górnik Zabrze w sezonie 1964/1965
Sezon 1964/1965 był 17. sezonem w historii klubu i 10. z kolei na najwyższym poziomie rozgrywek ligowych. Górnik zakończył rozgrywki I ligi na pierwszym miejscu zdobywając po raz szósty w historii tytuł Mistrza Polski w piłce nożnej (trzeci z rzędu). Po raz pierwszy w historii zdobył Puchar Polski. Jako Mistrz Polski w sezonie 1962/1963 uczestniczył w rozgrywkach Pucharu Europy Mistrzów Klubowych docierając do 1/16 finału.

## Stadion
Miejscem rozgrywania spotkań domowych był otwarty w 1934 roku i przebudowany w 1958 roku stadion przy obecnej ul. Roosevelta 81 mieszczący ok. 35.000 widzów. Spotkanie z Duklą Praga rozegrane w ramach Pucharu Europy Mistrzów Klubowych odbyło się na Stadionie Śląskim w Chorzowie. Mecz obejrzało ok. 80.000 widzów.
Informacje dotyczące frekwencji według Przeglądu Sportowego (www.wikigornik.pl)

## I Liga

### Tabela
| Poz. | Drużyna            | M  | Punkty | Z  | R | P  | Bramki | Bramki | Bramki |
| Poz. | Drużyna            | M  | Punkty | Z  | R | P  | +      | -      | +/-    |
| ---- | ------------------ | -- | ------ | -- | - | -- | ------ | ------ | ------ |
| 1    | Górnik Zabrze      | 26 | 37     | 15 | 7 | 4  | 61     | 35     | 26     |
| 2    | Szombierki Bytom   | 26 | 32     | 14 | 4 | 8  | 53     | 44     | 9      |
| 3    | Zagłębie Sosnowiec | 26 | 31     | 14 | 3 | 9  | 57     | 36     | 21     |
| 4    | Legia Warszawa     | 26 | 30     | 12 | 6 | 8  | 56     | 31     | 25     |
| 5    | Polonia Bytom      | 26 | 26     | 11 | 4 | 11 | 48     | 38     | 10     |

    runda wstępna Pucharu Europy Mistrzów Klubowych

### Wyniki spotkań
| Mecz           | Data            | Stadion   | Przeciwnik         | Wynik | Punkty | Strzelcy                                    |
| -------------- | --------------- | --------- | ------------------ | ----- | ------ | ------------------------------------------- |
| Runda jesienna |                 |           |                    |       |        |                                             |
| 1              | 16 sierpnia     | Warszawa  | Gwardia Warszawa   | 2:0   | 2      | Musiałek, Lubański                          |
| 2              | 19 sierpnia     | Zabrze    | Zawisza Bydgoszcz  | 3:1   | 4      | Szołtysik, Pohl, Lentner                    |
| 3              | 23 sierpnia     | Chorzów   | Ruch Chorzów       | 2:1   | 6      | Pohl, Lubański                              |
| 4              | 29 sierpnia     | Łódź      | ŁKS Łódź           | 6:2   | 8      | Pohl (2), Szołtysik (2), Lubański, Musiałek |
| 5              | 2 września      | Zabrze    | Śląsk Wrocław      | 6:3   | 10     | Szołtysik, Pohl (3), Lubański (2)           |
| 6              | 4 października  | Warszawa  | Legia Warszawa     | 2:5   | 10     | Musiałek, Lentner                           |
| 7              | 11 października | Szczecin  | Pogoń Szczecin     | 1:1   | 11     | Wilczek                                     |
| 8              | 18 października | Sosnowiec | Zagłębie Sosnowiec | 1:3   | 11     | Pohl                                        |
| 9              | 4 listopada     | Zabrze    | Unia Racibórz      | 4:0   | 13     | Lubański (3), Pohl                          |
| 10             | 8 listopada     | Zabrze    | Stal Rzeszów       | 2:0   | 15     | Wilczek, Pohl                               |
| 11             | 15 listopada    | Opole     | Odra Opole         | 1:0   | 17     | Czok                                        |
| 12             | 22 listopada    | Zabrze    | Szombierki Bytom   | 2:3   | 17     | Szołtysik, Pohl                             |
| 13             | 4 grudnia       | Zabrze    | Polonia Bytom      | 2:1   | 19     | Wilczek, Lubański                           |
| Runda wiosenna |                 |           |                    |       |        |                                             |
| 14             | 21 marca        | Zabrze    | Gwardia Warszawa   | 4:2   | 21     | Szołtysik, Wilczek (2), Pohl                |
| 15             | 28 marca        | Bydgoszcz | Zawisza Bydgoszcz  | 1:1   | 22     | Szołtysik                                   |
| 16             | 11 kwietnia     | Zabrze    | Ruch Chorzów       | 1:1   | 23     | Pohl                                        |
| 17             | 25 kwietnia     | Zabrze    | ŁKS Łódź           | 0:0   | 24     | -                                           |
| 18             | 9 maja          | Wrocław   | Śląsk Wrocław      | 3:3   | 25     | Kuchta (sam.), Wilczek, Lentner             |
| 19             | 12 maja         | Racibórz  | Unia Racibórz      | 4:0   | 27     | Czok (2), Kowalski, Wilczek                 |
| 20             | 26 maja         | Bytom     | Polonia Bytom      | 0:1   | 27     | -                                           |
| 21             | 29 maja         | Zabrze    | Legia Warszawa     | 3:0   | 29     | Pohl, Lentner, Wilczek                      |
| 22             | 6 czerwca       | Szczecin  | Pogoń Szczecin     | 3:1   | 31     | Pohl (2), Lentner                           |
| 23             | 13 czerwca      | Zabrze    | Zagłębie Sosnowiec | 2:2   | 32     | Słomiany, Florenski                         |
| 24             | 17 zcerwca      | Rzeszów   | Stal Rzeszów       | 2:2   | 33     | Musiałek, Słomiany                          |
| 25             | 23 czerwca      | Zabrze    | Odra Opole         | 2:1   | 35     | Lentner, Musiałek                           |
| 26             | 30 czerwca      | Bytom     | Szombierki Bytom   | 2:1   | 37     | Wilczek (2)                                 |

    zwycięstwo     remis     porażka

## Puchar Polski
Górnik rozpoczął rozgrywki Pucharu Polski od 1/16 finału docierając do finału i po raz pierwszy w historii zdobywając trofeum.
| Faza  | Data         | Stadion      | Przeciwnik         | Wynik | Strzelcy                |
| ----- | ------------ | ------------ | ------------------ | ----- | ----------------------- |
| 1/16  | 1 listopada  | Lublin       | Lublinianka Lublin | 3:1   | Lubański (2), Musiałek  |
| 1/8   | 29 listopada | Chwałowice   | ROW Rybnik         | 3:1   | Wilczek, Lubański, Pohl |
| 1/4   | 14 marca     | Wrocław      | Śląsk Wrocław      | 3:1   | Wilczek (2), Pohl       |
| 1/2   | 31 marca     | Warszawa     | Legia Warszawa     | 2:1   | Szołtysik, Czok         |
| Finał | 2 czerwca    | Zielona Góra | Czarni Żagań       | 4:0   | Pohl (3), Musiałek      |

    zwycięstwo     remis     porażka

## Puchar Europy Mistrzów Klubowych
Górnik rozpoczął rozgrywki Pucharu Europy Mistrzów Klubowych od 1/16 finału pokonując w trójmeczu drużynę Austrii Wiedeń. Odpadł z rozgrywek w 1/16 finału przegrywając z Duklą Praga (po dwumeczu wynik 4:4 nie dawał awansu żadnej z drużyn - konieczny był mecz dodatkowy, który zakończył się bezbramkowym remisem, a o awansie decydował rzut monetą).
| Faza | Data            | Stadion  | Przeciwnik  | Wynik | Strzelcy           |
| ---- | --------------- | -------- | ----------- | ----- | ------------------ |
| 1/16 | 6 września      | Praga    | Dukla Praga | 1:4   | Lubański           |
| 1/16 | 20 września     | Chorzów  | Dukla Praga | 3:0   | Pohl (2), Musiałek |
| 1/16 | 14 października | Duisburg | Dukla Praga | 0:0   | -                  |

    zwycięstwo     remis     porażka

## Mecze towarzyskie
| Data        | Przeciwnik           | Miejsce     | Wynik       | Strzelcy                                    |
| ----------- | -------------------- | ----------- | ----------- | ------------------------------------------- |
| 16 lipca    | Spartak Warna        | Warna       | 4:1         | Pohl, Szołtysik, Musiałek, Lentner          |
| 22 lipca    | MTK Budapeszt        | Warszawa    | 0:2         | -                                           |
| 1 sierpnia  | Cracovia             | Kraków      | 5:2         | Lubański, Lentner, Kowalski, Musiałek, Pohl |
| 5 sierpnia  | Górnik Czerwionka    | brak danych | brak danych | brak danych                                 |
| 12 sierpnia | Grunwald Ruda Śląska | Ruda Śląska | 5:0         | Lubański (3), Lentner, Musiałek             |
| 26 lutego   | Unia Janikowo        | Janikowo    | 15:2        | brak danych                                 |
| 7 marca     | Motor Lublin         | brak danych | 8:0         | Lubański (6), Pohl, Szołtysik               |
| 19 maja     | SKA Rostów           | brak danych | brak danych | brak danych                                 |

    zwycięstwo     remis     porażka

## Zawodnicy

### Skład
| Zawodnik | Data urodzenia       | W klubie od | Poprzedni klub    | I Liga    | I Liga | Puchar Polski | Puchar Polski | PEMK | PEMK | RAZEM | RAZEM |
| --- | -------------------- | ----------- | ----------------- | --------- | ------ | ------------- | ------------- | ---- | ---- | ----- | ----- |
| Zawodnik | Data urodzenia       | W klubie od | Poprzedni klub    | Bramkarze |        |               |               |      |      |       |       |
| Jan Gomola | 05 sierpnia 1941     | 1964        | Kuźnia Ustroń     | 7         | -      | -             | -             | -    | -    | 7     | -     |
| Bernard Kobzik | 12 stycznia 1941     | 1962        | Górnik Mikulczyce | 4         | -      | -             | -             | -    | -    | 4     | -     |
| Hubert Kostka | 27 maja 1940         | 1961        | Unia Racibórz     | 16        | -      | 3             | -             | 1    | -    | 20    | -     |
| Stefan Sitek | 12 sierpnia 1947     | 1965        | Bobrek Karb Bytom | 1         | -      | -             | -             | -    | -    | 1     | -     |
| Joachim Szołtysek | 10 czerwca 1932      | 1959        | AKS Chorzów       | 1         | -      | 1             | -             | -    | -    | 2     | -     |
| Obrońcy |                      |             |                   |           |        |               |               |      |      |       |       |
| Jerzy Bieniek | 8 lutego 1942        | 1964        | wychowanek        | 1         | -      | -             | -             | -    | -    | 1     | -     |
| Henryk Broja | 6 lipca 1940         | 1962        | wychowanek        | 10        | -      | 1             | -             | -    | -    | 11    | -     |
| Stefan Florenski | 17 grudnia 1933      | 1957        | Sośnica Gliwice   | 24        | 1      | 4             | -             | 1    | -    | 29    | -     |
| Karol Kapciński | 6 kwietnia 1943      | 1962        | Unia Oświęcim     | -         | -      | -             | -             | -    | -    | -     | -     |
| Stanisław Oślizło | 13 listopada 1937    | 1960        | Górnik Radlin     | 23        | -      | 4             | -             | 1    | -    | 28    | -     |
| Jan Plicko | 11 kwietnia 1943     | 1961        | wychowanek        | -         | -      | -             | -             | -    | -    | -     | -     |
| Waldemar Słomiany | 1 listopada 1943     | 1962        | Wawel Wirek       | 25        | 2      | 4             | -             | 1    | -    | 30    | 2     |
| Jan Trutwin | 19 stycznia 1940     | 1964        | Górnik Radlin     | 7         | -      | -             | -             | -    | -    | 7     | -     |
| Pomocnicy |                      |             |                   |           |        |               |               |      |      |       |       |
| Joachim Czok | 1 kwietnia 1939      | 1962        | Śląsk Wrocław     | 11        | 3      | 3             | 1             | -    | -    | 14    | 4     |
| Zygmunt Dudys | 11 marca 1946        | 1964        | Sośnica Gliwice   | 5         | -      | -             | -             | -    | -    | 5     | -     |
| Norbert Gwosdek | 24 października 1939 | 1962        | wychowanek        | -         | -      | -             | -             | -    | -    | -     | -     |
| Jan Kowalski | 15 lutego 1937       | 1959        | Pogoń Zabrze      | 20        | 1      | 4             | -             | 1    | -    | 25    | 2     |
| Zygfryd Szołtysik | 24 października 1942 | 1962        | Zryw Chorzów      | 22        | 7      | 4             | 1             | 1    | -    | 27    | 8     |
| Napastnicy |                      |             |                   |           |        |               |               |      |      |       |       |
| Roman Lentner | 15 grudnia 1937      | 1956        | Czarni Chropaczów | 19        | 6      | 3             | -             | -    | -    | 22    | 6     |
| Jerzy Musiałek | 14 października 1942 | 1961        | GKS Gliwice       | 17        | 5      | 2             | 2             | -    | 1    | 19    | 8     |
| Edward Olszówka | 9 lipca 1937         | 1960        | Naprzód Lipiny    | 13        | -      | 3             | -             | 1    | -    | 17    | -     |
| Ernest Pohl | 3 listopada 1932     | 1956        | Legia Warszawa    | 24        | 16     | 3             | 5             | 1    | 2    | 28    | 23    |
| Erwin Wilczek | 20 listopada 1940    | 1959        | Zryw Chorzów      | 22        | 10     | 4             | 3             | 1    | -    | 27    | 13    |
| Włodzimierz Lubański | 28 lutego 1947       | 1963        | GKS Gliwice       | 13        | 9      | 1             | 3             | 1    | 1    | 15    | 13    |
| Liczba rozegranych spotkań nie obejmuje 21. kolejki ligowej, 1/8 Pucharu Polski oraz 2. i 3. spotkania z Duklą Praga (brak danych) |                      |             |                   |           |        |               |               |      |      |       |       |

### Transfery
| Poz | Nazwisko      | Poprzedni klub    |
| --- | ------------- | ----------------- |
| BR  | Jan Gomola    | Kuźnia Ustroń     |
| OB  | Jerzy Bieniek | wychowanek        |
| OB  | Jan Trutwin   | Górnik Radlin     |
| BR  | Stefan Sitek  | Bobrek Karb Bytom |

| Poz | Nazwisko      | Nowy klub      |
| --- | ------------- | -------------- |
| PO  | Ginter Gawlik | Polonia Sydney |
| BR  | Jan Kłosek    | Górnik Radlin  |

### Skład podstawowy
| Poz | Zawodnik             | I Liga | Puchar Polski | PEMK | RAZEM |
| --- | -------------------- | ------ | ------------- | ---- | ----- |
| OB | Stefan Florenski     | 24     | 4             | 1    | 29    |
| OB | Waldemar Słomiany    | 24     | 4             | 1    | 29    |
| OB | Stanisław Oślizło    | 23     | 4             | 1    | 28    |
| NA | Ernest Pohl          | 23     | 3             | 1    | 27    |
| PO | Zygfryd Szołtysik    | 22     | 4             | 1    | 27    |
| NA | Erwin Wilczek        | 22     | 4             | 1    | 27    |
| NA | Jan Kowalski         | 20     | 4             | 1    | 25    |
| NA | Roman Lentner        | 19     | 3             | -    | 22    |
| BR | Hubert Kostka        | 15     | 3             | 1    | 19    |
| NA | Jerzy Musiałek       | 17     | 2             | -    | 19    |
| NA | Edward Olszówka      | 13     | 3             | 1    | 17    |
| NA | Włodzimierz Lubański | 12     | 1             | 1    | 14    |
| PO | Joachim Czok         | 9      | 3             | -    | 12    |
| OB | Henryk Broja         | 9      | 1             | -    | 10    |
| OB | Jan Trutwin          | 7      | -             | -    | 7     |
| PO | Zygmunt Dudys        | 5      | -             | -    | 5     |
| BR | Jan Gomola           | 5      | -             | -    | 5     |
| BR | Bernard Kobzik       | 4      | -             | -    | 4     |
| BR | Joachim Szołtysek    | 1      | 1             | -    | 2     |
| OB | Jerzy Bieniek        | 1      | -             | -    | 1     |
| Liczba rozegranych spotkań nie obejmuje 21. kolejki ligowej, 1/8 Pucharu Polski oraz 2. i 3. spotkania z Duklą Praga (brak danych) |                      |        |               |      |       |

    podstawowa jedenastka